# Letecká služba Federálního policejního sboru

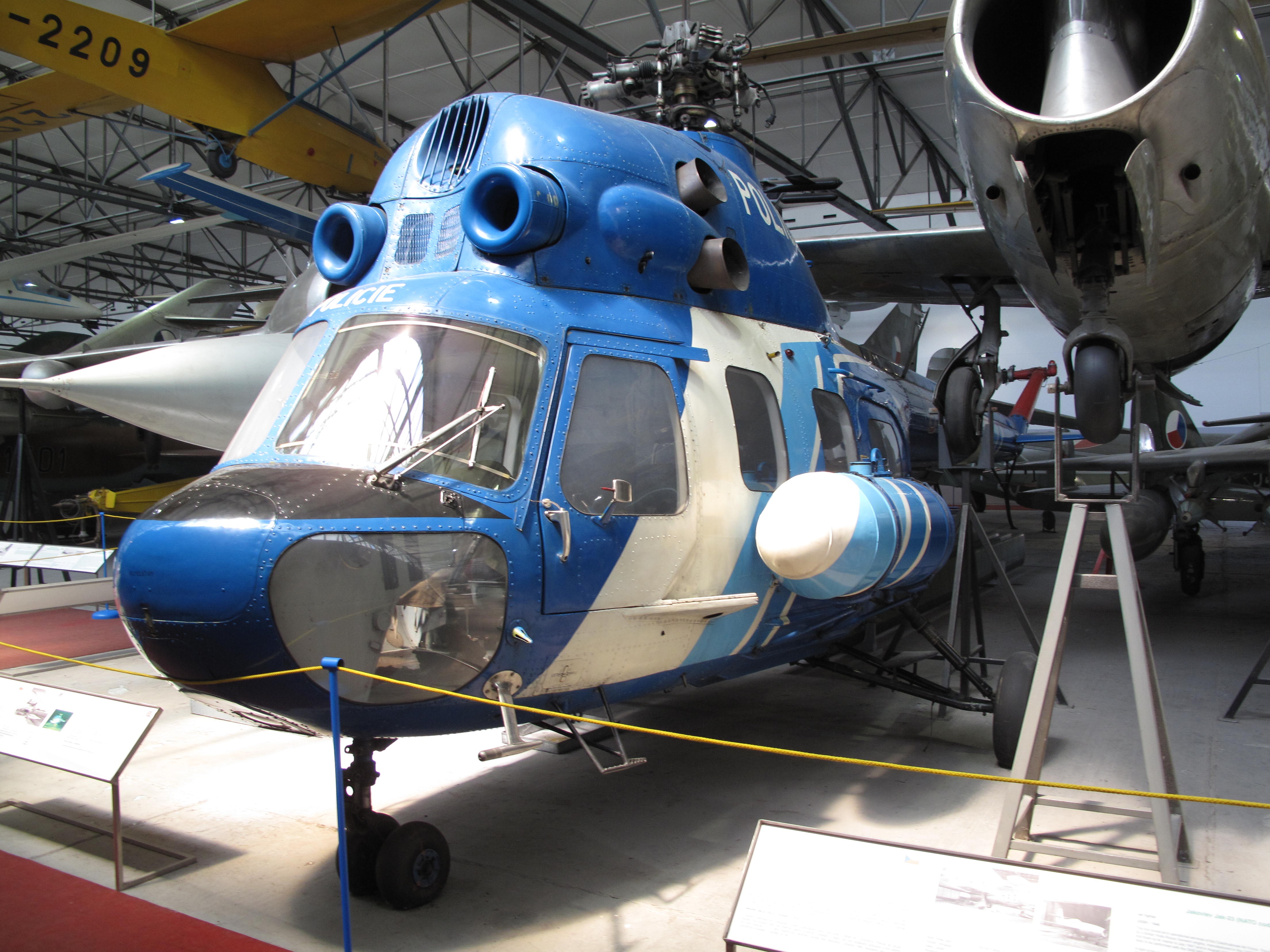
Policejní vrtulník Mil Mi-2 s imatrikulací B-2530 v Leteckém muzeu Kbely

Letecká služba Federálního policejního sboru (LS FPS) byl letecký policejní útvar, který existoval v letech 1991 až 1992 na území České a Slovenské Federativní Republiky. Předchůdcem útvaru byl Úřad Federálního ministerstva vnitra pro leteckou službu a nástupcem se staly nové samostatné policejní letky na území České republiky a Slovenska – Letecká služba Policie ČR a Letecký útvar Ministerstva vnútra Slovenskej republiky.

## Historie

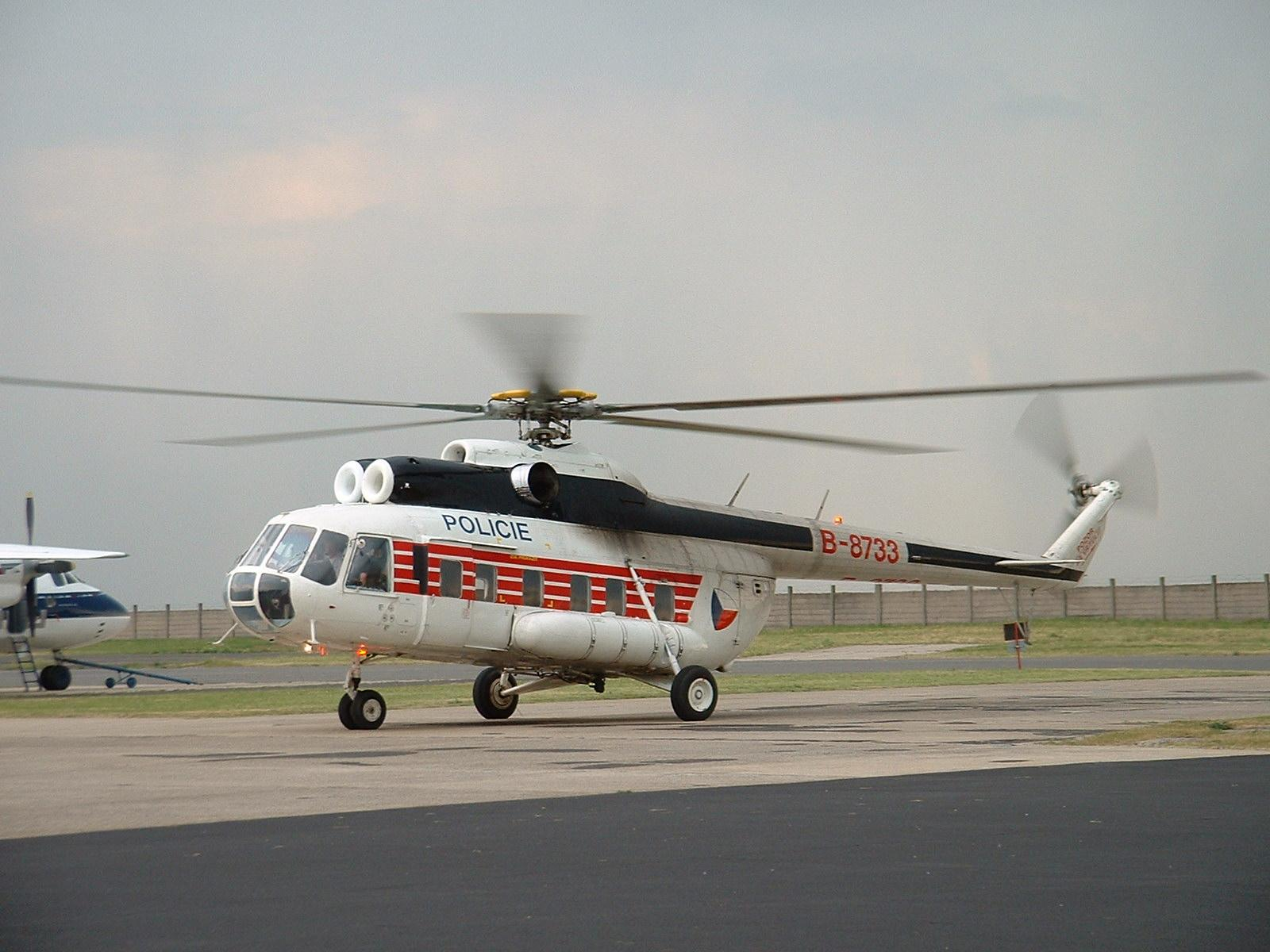
Policejní vrtulník Mil Mi-8

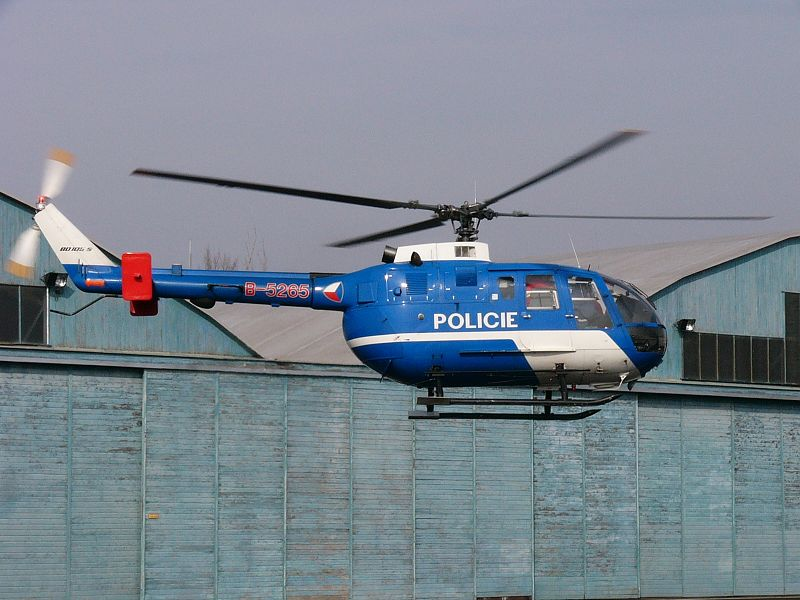
Letecká služba Federálního policejního sboru provozovala čtyři stroje MBB Bo 105, jeden z vrtulníků v roce 1992 havaroval

Letecká služba Federálního policejního sboru vznikla oficiálně v roce 1991 a stala se nástupcem Úřadu Federálního ministerstva vnitra pro leteckou službu. Jednalo se však pouze o formální změnu, úkoly  nové letky zůstaly zachovány, stejně jako letecký park. Důraz byl kladen především na záchrannou činnost. Policejní vrtulníky zabezpečovaly především pohotovostní lety, pátraly po osobách a věcech a monitorovaly dopravu. Letecká služba Federálního policejního sboru provozovala i nadále leteckou záchrannou službu na stanicích Kryštof 01 v Praze a Kryštof 06 v Hradci Králové. Zánik Letecké služby Federálního policejního sboru je spjat se zánikem České a Slovenské Federativní Republiky na konci roku 1992 a se vznikem samostatných států Česká republika a Slovensko v roce 1993. Na území Česka se nástupcem stala Letecká služba Policie ČR, na Slovensku to byl Letecký útvar Ministerstva vnútra Slovenskej republiky.

## Vrtulníky
Letecká služba Federálního policejního sboru provozovala během svého působení vrtulníky Mil Mi-2, Mil Mi-8, MBB Bo 105 a PZL Kania. Útvar měl zpočátku k dispozici pouze sovětské vrtulníky Mil Mi-2 a Mil Mi-8 a také dva modernější vrtulníky MBB Bo 105, které ale zakoupil předchozí útvar. Protože vrtulníky Mil Mi-2 a Mil Mi-8 sloužily u policie už od 70. let, vedení Letecké služby Federálního policejního sboru si uvědomovalo, že je potřeba letecký park modernizovat. V roce 1992 přibyly do leteckého parku dva zcela nové vrtulníky MBB Bo 105. Ve stejném roce havaroval jeden ze starších strojů MBB Bo 105 a nebyl nadále již používán. Význam strojů MBB Bo 105 se projevil především ve službách letecké záchranné služby na stanici Kryštof 06 v Hradci Králové, kde tento typ vrtulníků sloužil až do roku 2004. Novým vrtulníkem, který se v roce 1992 objevil u Letecké služby Federálního policejního sboru, byl polský vrtulník PZL Kania. Tento stroj vychází konstrukčně ze staršího vrtulníku Mil Mi-2. Letecká služba Federálního policejního sboru měla tento stroj z Polska pouze pronajatý. Trvale sloužil ve prospěch letecké záchranné služby na stanici Kryštof 01 v Praze. V roce 1993 byl tento stroj vrácen zpět výrobci. V letech 1991 a 1992 se v Československu představovala řada vrtulníků, byly to například stroje BK 117, Eurocopter AS 365 Dauphin nebo vrtulníky Bell 412. Letecká služba Federálního policejního sboru stála také u nákupu středních vrtulníků Bell 412, které byly ale dodány až po roce 1993 Letecké službě Policie ČR.
Se zánikem Letecké služby Federálního policejního sboru byly rozděleny také vrtulníky mezi oba nástupnické státy. Česko převzalo devět vrtulníků Mil Mi-2, dva stroje Mil Mi-8, tři stroje MBB Bo 105 a jeden vrtulník PZL Kania. Slovensko převzalo čtyři stroje Mil Mi-8 a šest vrtulníků Mil Mi-2.